# Moïse Ginsburger
Pour les articles homonymes, voir Ginsburger.
Moïse Ginsburger, né le 12 novembre 1865, à Hattstatt (Haut-Rhin), et mort le 11 août 1949  à Sélestat (Bas-Rhin), est un rabbin français et un historien du judaïsme alsacien.

## Biographie

### Origines et vie familiale
Moïse Ginsburger est le fils de Meyer Ginsburger, marchand de bestiaux, et de Sophie Kahn. Il épouse Coralie Hecker et ils ont trois enfants, Anne qui est la première femme pédiatre d'Alsace, Roger, connu sous son nom de clandestinité Pierre Villon, qui fut un important responsable communiste de la Résistance intérieure française puis député, et Marthe.

### Le rabbin
Moïse Ginsburger fait des études rabbiniques à Strasbourg puis à Berlin, et obtient un doctorat de philologie. Il devient rabbin à Soultz et Guebwiller (Haut-Rhin) (1891-1910), puis, en 1914, il devient grand-rabbin intérimaire de Colmar avec le rabbin Joseph Zivy.

### L’historien
Juste avant la Première Guerre mondiale, Moïse quitte ses fonctions de rabbin et s'installe à Strasbourg, où il donne des cours de religion dans des écoles et assure un enseignement à l'université. Il fonde le 1er janvier 1905 à Mulhouse la Société d'histoire des Israélites d'Alsace et de Lorraine et en devient le secrétaire général.
En 1930, il crée Souvenir et science, une revue mensuelle d'histoire et de littérature juives, qui disparaît en 1934, mais qui constitue toujours une source de référence.
Il meurt le 11 août 1949 à Sélestat et est enterré au cimetière israélite de Jungholtz.

## Publications
- Le Cimetière israélite de Jungholz. 1904[12].
- Le Cimetière israélite de Bischheim[13].
- Des Marranes à Colmar. 1927[12].
- Histoire de la communauté israélite de Bischeim au Saum. 1937. Réédité par la communauté de Bischheim en 1997[14].
- Liste des soldats juifs alsaciens sous Napoléon[12].